# Szürkület

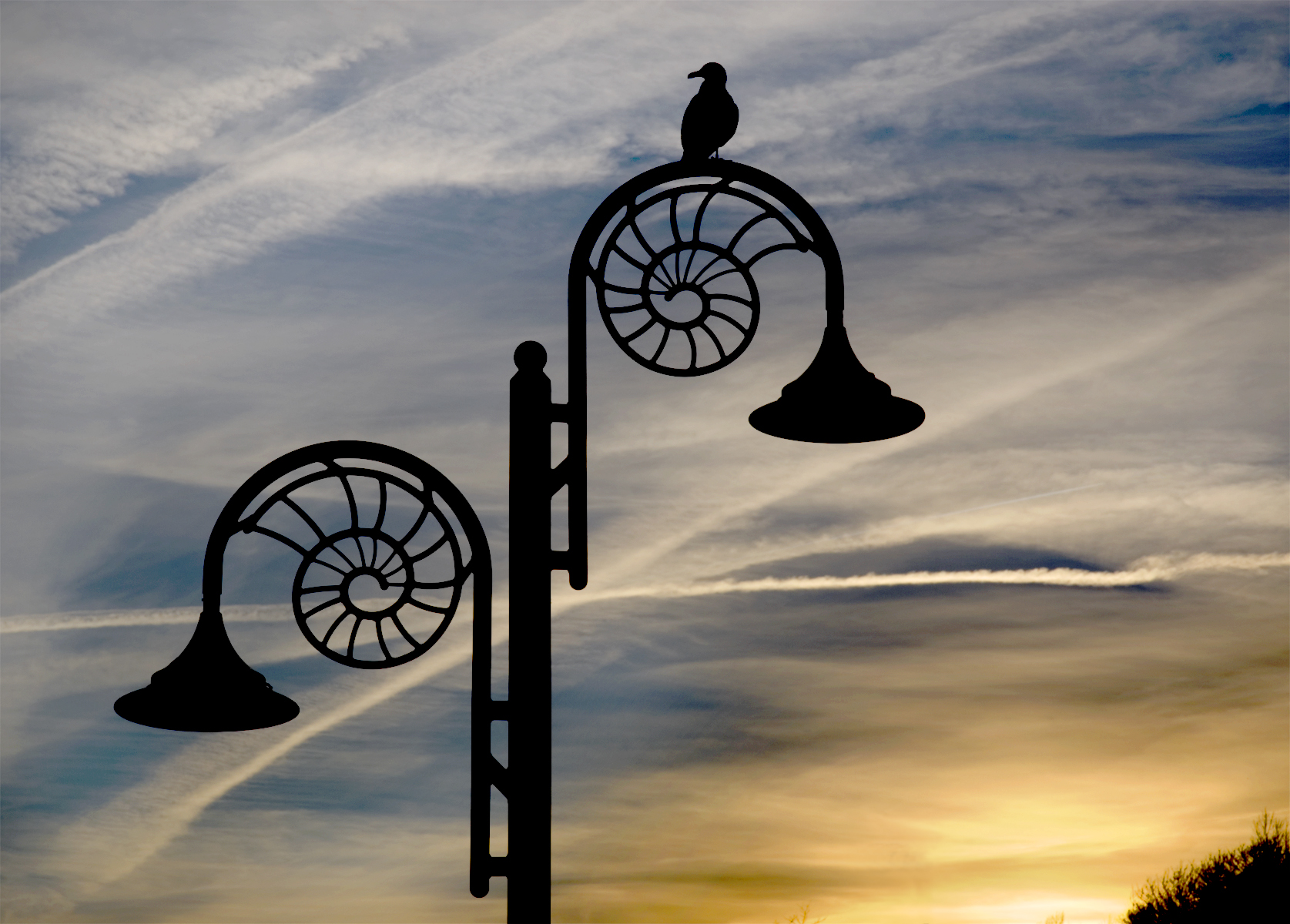
Alkonyat az angliai Lyme Regisben

A szürkület csillagászati fogalom, a nappal és az éjszaka közötti átmenetet jelenti. Megkülönböztetünk reggeli és esti szürkületet. Az előbbit a köznyelvben hajnalnak vagy pirkadatnak, az utóbbit esthajnalnak vagy alkonyatnak nevezik.

## Meghatározása és szakaszai
Szürkületnek azt az időszakot nevezzük, amikor a Nap a látóhatár (azaz a 0°-os magasság) és ‒18° között tartózkodik. A szürkület három szakaszra oszlik:

### Polgári szürkület
A hajnal utolsó és az alkonyat első szakasza; a Nap ilyenkor a látóhatár és ‒6° között tartózkodik. Nevét – némi áttétellel – onnan kapta, hogy ebben az időszakban felhőtlen időben jól lehet látni, és a szokásos tevékenységeinket végezhetjük, akár olvashatunk is. Az esti szürkület végén már be kell kapcsolni a világítást, és láthatóak a legfényesebb csillagok és bolygók. A horizont tisztán kivehető.

### Navigációs szürkület
A navigációs szürkület azt az időszakot jelenti, amikor a Nap ‒6° és ‒12° között jár. Ilyenkor lámpa nélkül is tudunk tájékozódni a szabadban, de más tevékenységekhez általában már világításra van szükség. Az esti navigációs szürkület végén (illetve a reggeli kezdetén) jó időben a földi tárgyak körvonalai láthatóak, de a horizont már (még) elmosódott. Angolul nautical twilight (szó szerint tengerészeti szürkület) ennek a szakasznak a neve, amely arra utal, hogy ekkor már sok csillag látszik, és a jellegzetes csillagképek is kivehetőek, segítve ezzel a tengerészek tájékozódását, navigálását.

### Csillagászati szürkület
Csillagászati szürkületnek azt az időszakot nevezzük, amikor a Nap ‒12° és ‒18° között jár. Ebben az intervallumban gyakorlatilag sötét van, és tiszta időben látható a csillagok többsége. A leghalványabb (6 magnitúdós) szabad szemmel látható csillagok és a halványabb mélyégobjektumok azonban nem láthatóak. Az esti csillagászati szürkület végére sötétedik be annyira, hogy minden megfigyelést el lehessen végezni; ekkor kezdődik az éjszaka. Az égi objektumok szabad szemes láthatóságát a Hold fénye is befolyásolja.

### Pontosabb meghatározás
A fenti definíciókban a Nap helyzete a napkorong középpontjára vonatkozik. Ez a pontosítás elsősorban a reggeli szürkület végének és az esti szürkület kezdetének a meghatározásakor fontos. Ebben ugyanis nagy szerepet játszik a refrakció, azaz fénytörés jelensége, amely azt eredményezi, hogy a horizont közelében a Nap magasabban látszik, mint ahol van; amikor a napkorong alsó pereme látszólag megérinti a horizontot, akkor a Nap geometriailag már (vagy még) a látóhatár alatt van. Éppen ezért pontosabb meghatározásnál nem 0 és ‒6°, hanem ‒50´ és ‒6° közé teszik a polgári szürkületet (amivel természetesen az egész szürkület határai is ‒50´ és ‒18° lesznek). A ‒50 szögperces érték úgy jön ki, hogy 16 szögperc a napkorong sugara, és ehhez járul a horizont közelében mintegy 34 szögperces refrakció. Ez utóbbi pontos értéke függ a hőmérséklettől és a légnyomástól is, a szürkület idejének meghatározása a megvilágítás szempontjából azonban nem igényel ekkora pontosságot.

## A szürkület magyarázata
A hajnalt és az alkonyatot a légköri fényszóródás jelenségének köszönhetjük. Amikor a felszínről nézve lemegy a Nap, a magasabb légrétegek még meg vannak világítva, és a szórt fény többé-kevésbé bevilágítja a felszínt is. Ebből következik, hogy szürkület csak azokon az égitesteken lehet, amelyeknek van légkörük; az atmoszférával nem rendelkező égitesteken (például: Merkúr, Hold) a nappal és az éjszaka között gyors átmenet zajlik. Érdekesség, hogy a Marson a légkör magas portartalma miatt a szürkület esetenként nagyon hosszan, akár két óránál tovább is eltarthat. Hasonló jelenséget a Földön nagyobb vulkánkitörések után lehet tapasztalni.

## A szürkület időtartama

A polgári szürkület időtartama az évszak és a földrajzi szélesség függvényében. Figyeljük meg, hogy márciusban és szeptemberben rövid ideig egyszerre mindkét sarkvidéken folyamatos szürkület van

A szürkület időtartama függ a földrajzi szélességtől és a dátumtól is. 60,5° feletti szélességeken a polgári szürkület akár egész éjszaka is tarthat; ilyenkor beszélünk fehér éjszakáról. A fehér éjszaka például Oroszországban, Finnországban, Svédországban vagy Norvégiában jellemző. A tájékozódáshoz segítséget nyújtanak a külső hivatkozások.
Ugyanazon a napon a reggeli és az esti szürkület időtartama körülbelül (de nem percre pontosan) egyforma.
Természetjárók számára praktikus szabály, hogy Magyarország földrajzi szélességén nyílt terepen egy órával, erdőben fél órával naplemente után sötétedik. Ezen túl már lámpára van szükség a tájékozódáshoz. Ezen kívül hamarabb besötétedik felhős időben is.